# Коэффициенты полноты (судостроение)
Коэффициенты полноты — численные показатели, характеризующие полноту обводов судна. Различают четыре коэффициента полноты:

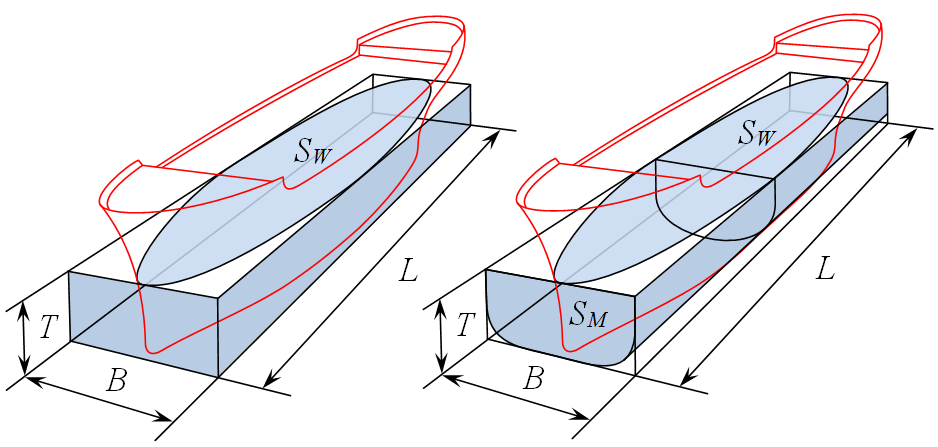
Расчёт коэффициентов общей и продольной полноты

- α — коэффициент полноты конструктивной ватерлинии, отношение площади ватерлинии к площади описанного прямоугольника;
- β — коэффициент полноты подводной части мидель-шпангоута, отношение площади подводной части мидель-шпангоута к площади описанного прямоугольника;
- δ — коэффициент общей полноты, отношение водоизмещения к объёму описанного параллелепипеда.
- φ — коэффициент продольной полноты, отношение водоизмещения к объёму прямого цилиндра, основанием которого служит подводная часть мидель-шпангоута.

Коэффициенты полноты всегда находятся в диапазоне 0…1. Каждый класс кораблей имеет характерные значения коэффициентов полноты. Чем больше коэффициенты полноты, тем полнее обводы судна и, наоборот, чем он меньше, тем обводы более вытянуты и заострены. Более полные обводы означают большую грузовместимость, но меньшую скорость хода по сравнению с судами, обладающими меньшими значениями коэффициентов полноты.
Коэффициенты полноты определяются следующими соотношениями:
{\displaystyle \alpha ={\frac {S_{W}}{L\cdot B}};}
{\displaystyle \beta ={\frac {S_{M}}{B\cdot T}};}
{\displaystyle \delta ={\frac {V}{L\cdot B\cdot T}};}
{\displaystyle \varphi ={\frac {V}{L\cdot S_{M}}}={\frac {\delta }{\beta }},}
где
{\displaystyle V} — водоизмещение;
{\displaystyle S_{W}} — площадь горизонтальной проекции корпуса по ватерлинии;
{\displaystyle S_{M}} — площадь подводной части мидель-шпангоута;
{\displaystyle L} — длина судна по ватерлинии;
{\displaystyle B} — ширина судна по ватерлинии;
{\displaystyle T} — средняя осадка судна.
Типовые коэффициенты полноты для различных классов судов
| Классы кораблей и судов   | α         | β          | δ         |
| ------------------------- | --------- | ---------- | --------- |
| Линкоры                   | 0,70–0,77 | 0,90–0,96  | 0,57–0,63 |
| Крейсера                  | 0,69–0,72 | 0,86–0,89  | 0,45–0,65 |
| Эсминцы                   | 0,70–0,73 | 0,76–0,86  | 0,40–0,54 |
| Лайнеры                   | 0,75–0,82 | 0,95–0,96  | 0,57–0,71 |
| Морские пассажирские суда | 0,70–0,80 | 0,85–0,96  | 0,45–0,65 |
| Большие грузовые суда     | 0,80–0,85 | 0,95–0,98  | 0,70–0,78 |
| Средние грузовые суда     | 0,82–0,86 | 0,96–0,98  | 0,70–0,78 |
| Ледоколы                  | 0,75–0,77 | 0,80–0,83  | 0,46–0,52 |
| Большие парусные суда     | 0,70–0,83 | 0,70–0,94  | 0,42–0,47 |
| Речные пассажирские суда  | 0,78–0,87 | 0,98–0,998 | 0,70–0,89 |